# Carmen Ejogo
Carmen Elizabeth Ejogo (Londra, 22 ottobre 1973) è un'attrice, conduttrice televisiva e musicista britannica, che da anni lavora stabilmente negli Stati Uniti.

## Biografia
Suo padre Charles era un imprenditore nigeriano e la madre Elizabeth, nata Douglas, era una guida turistica scozzese. Suo fratello Charles, più giovane di lei, è anch'egli apparso nel mondo dello spettacolo televisivo con la trasmissione britannica Dragon's den. Ha frequentato la Oratory Primary Roman Catholic a Chelsea.
Appare la prima volta sullo schermo con Absolute beginners un film musical di Julien Temple con David Bowie. Inizia a lavorare per la televisione tra il 1993 e il 1995 come conduttrice del programma britannico per bambini della Disney Saturday Disney; inoltre in questi anni si accosta anche alla musica collaborando con Alex Reece, un musicista Drum and bass, scrivendo e cantando la canzone Candle, e la sua voce appare anche in Slowly di Tricky, con il quale ha avuto un breve matrimonio nel 1998.
Nella seconda metà degli anni novanta si trasferisce negli Stati Uniti per intraprendere la carriera di attrice e incomincia con Eddie Murphy in Uno sbirro tuttofare. Lavora anche in miniserie tv come Cold Lazarus e Colour blind e in film tv come Tube Tales, Sally Hemmings: uno scandalo americano dove a fianco di Sam Neill interpreta la protagonista Sally Hemmings. In un'altra fiction per la televisione, Boycott, un lungometraggio della HBO, conosce il suo futuro marito, il produttore e attore Jeffrey Wright. I due hanno avuto due figli. Inoltre Ejogo idea e conduce uno spettacolo alla televisione britannica della British Satellite Broadcasting chiamato The Carmen Ejogo video show.
È membro del Mensa.

## Filmografia

### Cinema
- Absolute Beginners, regia di Julien Temple (1986)
- Uno sbirro tuttofare (Metro), regia di Thomas Carter (1997)
- I Want You, regia di Michael Winterbottom (1998)
- The Avengers - Agenti speciali (The Avengers), regia di Jeremiah S. Chechik (1998)
- Tube Tales, regia di nove registi (1999) - (segmento "Steal Away")
- Pene d'amor perdute (Love's Labour's Lost), regia di Kenneth Branagh (2000)
- Fashion Crimes (Perfume), regia di Michael Rymer (2001)
- Lo scroccone e il ladro (What's the Worst That Could Happen?), regia di Sam Weisman (2001)
- Un amore sotto l'albero (Noel), regia di Chazz Palminteri (2004)
- Il buio nell'anima (The Brave One), regia di Neil Jordan (2007)
- Pride and Glory - Il prezzo dell'onore (Pride and Glory), regia di Gavin O'Connor (2008)
- American Life (Away We Go), regia di Sam Mendes (2009)
- Sparkle - La luce del successo (Sparkle), regia di Salim Akil (2012)
- Alex Cross - La memoria del killer (Alex Cross), regia di Rob Cohen (2012)
- Anarchia - La notte del giudizio (The Purge: Anarchy), regia di James DeMonaco (2014)
- Selma - La strada per la libertà (Selma), regia di Ava DuVernay (2014)
- Born to Be Blue, regia di Robert Budreau (2015)
- Animali fantastici e dove trovarli (Fantastic Beasts and Where to Find Them), regia di David Yates (2016)
- It Comes at Night, regia di Trey Edward Shults (2017)
- Alien: Covenant, regia di Ridley Scott (2017)
- End of Justice - Nessuno è innocente (Roman J. Israel, Esq.), regia di Dan Gilroy (2017)
- Animali fantastici - I crimini di Grindelwald (Fantastic Beasts: The Crimes of Grindelwald), regia di David Yates (2018)
- Serpente a sonagli (Rattlesnake), regia di Zak Hilditch (2019)
- Dolittle, regia di Stephen Gaghan (2020) - voce
- Goodrich, regia di Hallie Meyers-Shyer (2024)
- Fountain of Youth - L'eterna giovinezza (Fountain of Youth), regia di Guy Ritchie (2025)

### Televisione
- Cold Lazarus – miniserie TV, 4 puntate (1996)
- Colour Blind – miniserie TV, 2 puntate (1998)
- Sally Hemmings: uno scandalo americano, regia di Charles Haid – film TV (2000)
- Boycott, regia di Clark Johnson – film TV (2001)
- Lackawanna Blues, regia di George C. Wolfe – film TV (2005)
- Kidnapped – serie TV, 13 episodi (2006-2007)
- M.O.N.Y., regia di Spike Lee – film TV (2007)
- Law & Order - I due volti della giustizia (Law & Order) – serie TV, episodio 18x14 (2008)
- Chaos – serie TV, 13 episodi (2011)
- Zero Hour – serie TV, 13 episodi (2013)
- The Girlfriend Experience – serie TV, 7 episodi (2017)
- True Detective – serie TV, 8 episodi (2019)
- Self-made: la vita di Madam C.J. Walker (Self Made: Inspired by the Life of Madam C.J. Walker ) – miniserie TV, 4 puntate (2020)
- Your Honor – serie TV, 12 episodi (2020-2023)
- The Crowded Room – miniserie TV, 4 puntate (2023)
- Sono vergine (I'm a Virgo), regia di Boots Riley – miniserie TV (2023)
- The Penguin, regia di Craig Zobel, Helen Shaver, Kevin Bray e Jennifer Getzinger – miniserie TV, 6 puntate (2024)

## Doppiatrici italiane
Nelle versioni in italiano delle opere in cui ha recitato, Carmen Ejogo è stata doppiata da:
- Laura Romano in Animali fantastici e dove trovarli, Animali fantastici - I crimini di Grindelwald, True Detective, Your Honor
- Valentina Mari in Alex Cross - La memoria del killer, Alien: Covenant, Self Made: la vita di Madam C. J. Walker
- Francesca Guadagno in Uno sbirro tuttofare, Pride and Glory - Il prezzo dell'onore
- Claudia Catani in Chaos, End of Justice - Nessuno è innocente
- Francesca Fiorentini in Anarchia - La notte del giudizio, The Penguin
- Antonella Baldini in Selma - La strada per la libertà
- Alessandra Cassioli in Sparkle - La luce del successo
- Alessandra Grado in Pene d'amor perdute
- Cristina Boraschi ne Lo scroccone e il ladro
- Patrizia Burul in Kidnapped
- Emanuela Baroni in Il buio nell'anima
- Laura Latini in American Life
- Federica De Bortoli in Zero Hour
- Domitilla D'Amico in Serpente a sonagli
- Daniela Abbruzzese in It Comes at Night